# Ustilago davisii
Ustilago davisii är en svampart som beskrevs av Liro 1924. Ustilago davisii ingår i släktet Ustilago och familjen Ustilaginaceae.   Inga underarter finns listade i Catalogue of Life.